# Logo (canal de televisión)
Logo es un canal de televisión por suscripción estadounidense, propiedad de Paramount Global. El canal tiene programación y temática dedicada a la comunidad LGBT. Fue lanzado el 30 de junio de 2005 para el territorio estadounidense, y en 2008 fue lanzado para Brasil. Logo estaba presente en más de 18 millones de casas (en Estados Unidos) desde septiembre de 2005. Su programación es para todo tipo de público.
Logo ha colaborado con CBS News para proporcionar informes de noticias y ha desarrollado una relación con LPI Media, The Advocate, Out, y Out Traveler. Logo sustituyó a VH1 Mega Hits cuando fue lanzado.

## Programación
La programación de Logo es una mezcla de películas de temática "LGBT", Telerrealidad, series, vídeos musicales, documentales, reportajes, boletines informativos; entre otros. Parte de sus contenidos provienen de otros canales de MTV Networks y Viacom, como MTV, VH1 y Comedy Central.
Estos son algunos de los programas que ha ido incluyendo Logo:

### Programas de telerrealidad
- RuPaul's Drag Race
- Open Bar
- TransGeneration
- Jacob and Joshua: Nemesis Rising
- Coming Out Stories
- The Ride: Seven Days to End AIDS
- Fire Island

### Viajes
- TripOut
- Round Trip Ticket
- U.S. of ANT

### Series
- Can't Get a Date
- First Comes Love

### Videos musicales
- NewNowNext Music
- The Click List: Top 10 Videos

### Eventos
- Festival de la Canción de Eurovisión